# Мартин Сечков
Мартин Валентинов Сечков е български футболист, защитник. Играе за ФК Хебър.

## Кариера
След като в края на пролетта на 2010 година изтича договорът му с Локомотив (Пловдив), Сечков подписва с новака в А група - Академик (София). Договорът му е за срок от една година. Роден е в Кюстендил на 17 ноември 1986 година. Юноша е на местния Велбъжд. В първия състав на кюстендилския тим играе от 2002 до 2004 година. Пред същата година преминава в състава на Локомотив (Пловдив). През пролетта на 2006 играе за същия период и като преотстъпен на Миньор (Перник), след което за началото на сезон 2006/07 се завръща на „Лаута“. С екипа на Локомотив (Пловдив) за сезон 2009/2010 има изиграни 9 мача (общо 725 минути на терена).
Мартин Сечков е бронзов медалист с Локомотив (Пловдив) за 2005 година. Има един мач за младежкия национален отбор.
В началото на март 2010 година защитникът е пред трансфер в казахстанския Акжаик. Сечков играе в две контроли и му е предложен договор. Сделката пропада заради неразбирателство между двете страни относно финасовите условия.